# Servizio informazioni difesa
Il Servizio informazioni difesa (SID) è stato il servizio segreto italiano dal 1966, sostituendo le funzioni del Servizio informazioni forze armate. Fu sciolto a fine 1977 e al suo posto furono create due strutture: una civile e una militare (SISDE e SISMI).

## Storia

L'ingresso di Forte Braschi, sede del SID

Il Servizio derivava dal Servizio informazioni forze armate (SIFAR), a sua volta erede del Servizio informazioni militare, che aveva operato durante il regime fascista e nel periodo della cobelligeranza, fino al 31 dicembre 1945.
Il SID venne istituito con il D.P.R. del 18 novembre 1965, che andava a riorganizzare gli uffici centrali del Ministero della Difesa, sostituendo il SIFAR, ma rimanendo alle dirette dipendenze del capo di stato maggiore della difesa. La nomina del direttore era di competenza del ministro della difesa. La riorganizzazione non impedì che nei mesi successivi venisse a svilupparsi una campagna stampa volta ad illustrare le deviazioni del SIFAR.
Il SID cominciò le attività il 1º luglio 1966, sotto la direzione dell'ammiraglio Eugenio Henke. Furono gli anni della cosiddetta strategia della tensione.
Il servizio fu coinvolto in lotte intestine tra il suo secondo direttore il generale Vito Miceli che nel 1970 aveva sostituito Henke e il generale Gianadelio Maletti, dal 1971 capo dell'ufficio "D", quello del controspionaggio,  entrambi coinvolti in inchieste giudiziarie.
Il SID terminò l'attività nell'autunno del 1977, quando fu soppresso con la riforma dei servizi d'intelligence, e le sue funzioni vennero trasferite in gran parte al neo-costituito Servizio per le informazioni e la sicurezza militare (SISMI).

## Organizzazione
La struttura del SID prevedeva:
- un organo per l'attività di ricerca e raccolta di informazioni civili (Ufficio R)
- un organo per la tutela attiva del segreto e sicurezza interna (Ufficio D)
- un organo difensivo per la tutela preventiva e statica del segreto (Ufficio USI)
- un organo per la situazione (Reparto S)
- un organo per la sicurezza esterna (Ufficio I)

### Direttori
- amm. Eugenio Henke (1966-1970)
- gen. Vito Miceli (1970-1974)
- amm. Mario Casardi (1974-1977)

## Funzioni
Secondo il decreto istitutivo il Servizio dipendeva dal capo di stato maggiore della difesa, e aveva il compito di provvedere "ai compiti informativi, di tutela del segreto militare e di ogni altra attività di interesse nazionale per la sicurezza e la difesa del Paese, attuando anche l'opera intesa a prevenire azioni dannose al potenziale difensivo", con funzioni anche di controspionaggio.
Con una circolare del 25 giugno 1966, il ministro della Difesa Roberto Tremelloni, precisò che il servizio avrebbe dovuto occuparsi sia della sicurezza esterna che della sicurezza interna, affidate rispettivamente alla sezione I e alla sezione D.